# لي هوفمان
لي هوفمان (بالإنجليزية: Lee Hoffman)‏ (14 أغسطس 1932، شيكاغو في الولايات المتحدة - 6 فبراير 2007)؛ كاتِبة وروائية أمريكية.

## روابط خارجية
- لي هوفمان على موقع IMDb (الإنجليزية)
- لي هوفمان على موقع قاعدة بيانات الفيلم (الإنجليزية)